# ル・クレムラン＝ビセートル
ル・クレムラン＝ビセートル　（Le Kremlin-Bicêtre発音例）は、フランス、イル・ド・フランス地域圏、ヴァル＝ド＝マルヌ県のコミューン。

## 地理
パリ南東部、13区のポルト・ディタリー界隈に接している。

## 交通
- 道路 - ペリフェリック及びA6
- 鉄道 - パリメトロ7号線ル・クレムラン＝ビセートル駅、トラム3号線
- バス - パリ交通公団運営のバスの他、ヴァルエット、ノクティリアンの路線がある。

## 歴史

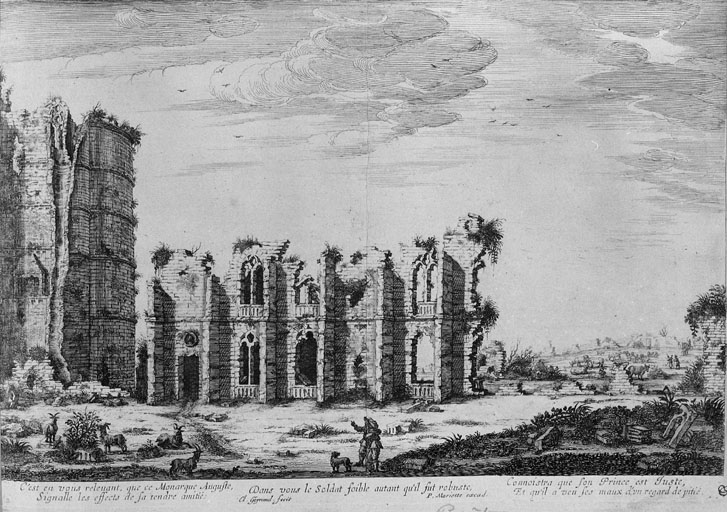
18世紀に描かれたビセートル城の廃墟

ル・クレムラン＝ビセートルの歴史は、18世紀までは周辺の地域に含まれたものであった。中世のビセートルは、西側に隣接するコミューン、ジャンティイの一部にすぎなかった。
1286年、ウィンチェスター司教ジャン・ド・ポントワーズが、打ち捨てられていた修道院施設を買い取り、城を建てた。ウィンチェスター（Winchester）がVinchestre、Bichestre、Bicetreとなり、城はビエーヴル城（Chateau de la Bievre）と呼ばれた。これがBicêtreになったとされる。
城の所有者は幾度も変わった。1294年、イングランド王エドワード1世と戦争中だったフィリップ4世が城を接収した。その後1304年にサヴォイア伯アメデーオ6世に売却された。1346年、アメデーオ6世はヴァロワ朝のオルレアン公フィリップへ城を売った。
百年戦争中の1371年、イングランドの傭兵ロバート・ノウルズが指揮するイングランド軍の攻撃で、城は焼け落ちた。城を含む領地はフィリップ6世がサヴォイア伯アメデーオ7世へ売り渡された。1400年、城をベリー公ジャン1世が購入した。ベリー公は城を要塞として再建した。
1410年、アルマニャック派とブルゴーニュ派による内戦が勃発した。ビセートル城はベリー公の本拠地となり、休戦協定が城内で結ばれた。しかし協定は破られ、民衆反乱を伴って反ベリー公派は抵抗し、武装した一団が1411年にビセートル城に放火、炎上した。
1632年、ルイ13世はビセートル城の破壊を命じ、跡地に傷病軍人用の病院を建てるよう命じた。アンリ4世がかつてルールシエンヌ通りに立てた軍病院が移設された。病院は事実上、ヴァンサン・ド・ポールによって運営され、その後は病院としても、国立刑務所としても、精神病院のビセートル病院としても名高くなっていった。その住環境は悪かった。18世紀、フィリップ・ピネル、ジャン＝バティスト・ピュッサンの行動によって、病院に収容された患者の待遇に改善が見られた。フランス革命では、審判なしに収容された全ての収容者の解放を許可した。
18世紀終わりまで、現在のル・クレムラン＝ビセートルの町は、大半が田畑であった。
フランス第一帝政期、1812年ロシア戦役で負傷した軍人たちが、ビセートルの病院へ収容された。病院の近くに、クレムリン（Kremlin）またはクレムリンの将校（Au sergent du Kremlin）という看板を掲げた宿屋があった。このクレムリン（フランス語ではクレムラン - Kremlin参照）という名が、病院の周囲で成長した定住地の地名となった。
1897年、ジャンティイから分離し、独立したコミューンとなる。

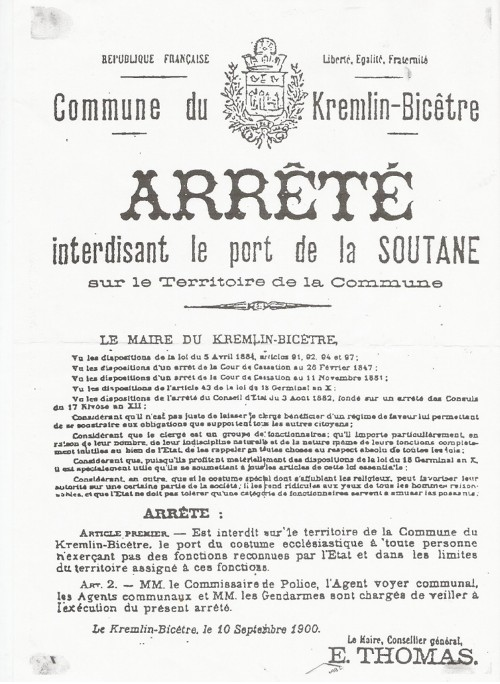
スータン着用禁止を記した1900年のポスター

20世紀初頭のコミューンは、労働運動と結びついた。当時ル・クレムラン＝ビセートルに移り住んでいた世帯は穏健派であった。
1897年に選出された初代市長、ウジェーヌ・トマは、協同組合運動の後援を受けており、ルイ・オーギュスト・ブランキの門弟であった。急速に反教会政策が適用され、1897年には屋外での礼拝行進の禁止が布告され、1900年にはスータンの着用が禁止された。さらに、通りの名が革命や共和主義に関連した名称に改称された。トマは1919年に亡くなるまで市長の座にあった。次の市長であるジョルジュ・ジェラールも社会主義者であった。
市は、スラム街近くの不安定な土地の発展に努めた。市長は公営住宅の設置に努め、1920年代以降多くの開発が行われた。
第二次世界大戦中、ジョルジュ・ジェラールはヴィシー政権に忠誠を誓って市長職に残った。彼の職務室は、解放運動を行うレジスタンスに銃撃された。
1945年、共産主義者のガブリエル・ブリオンが市長に当選した。1947年に市長となったアントワーヌ・ラクロワは、第二インターナショナル・フランス（fr）に所属して当選し、1983年までその職にあった。

## 経済
失業率は約8%。コミューン住民の労働者人口の約80%が、コミューン外で働いている。

## 関係者
出身者
- シュザンヌ・フロン（フランス語版）（女優）

居住死去その他ゆかりある人物
- ロジェ・カイヨワ（思想家） - 同地で死去